# Isabel Hampton Robb

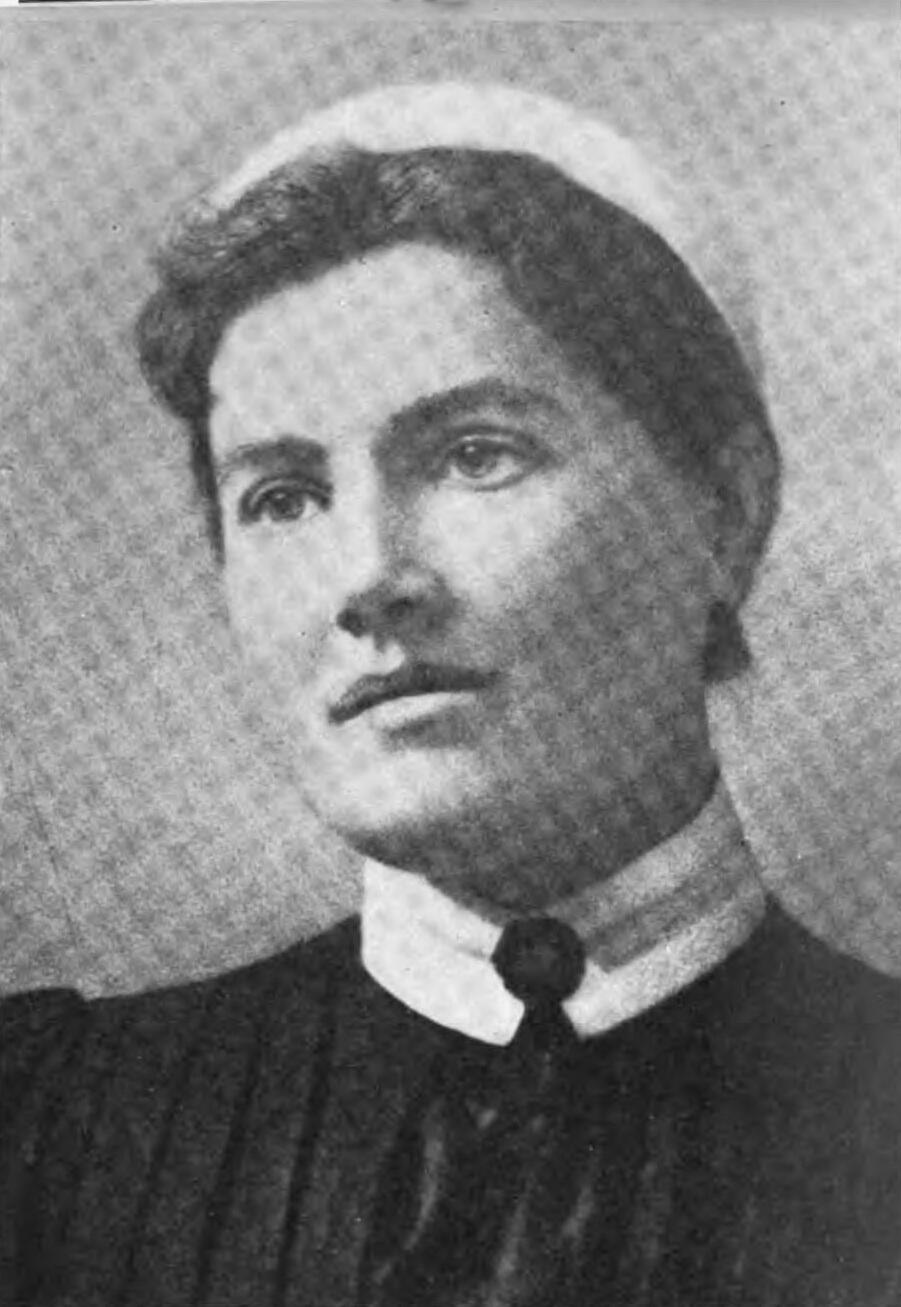
Isabel Hampton Robb

Isabel Hampton Robb, geb. Isabel Hampton, (* 26. August 1859 in Welland/Ontario, Kanada; † 15. April 1910 in Cleveland/Ohio, USA) war eine US-amerikanische Krankenschwester und Pflegetheoretikerin.

## Leben
Isabel Hampton absolvierte zunächst eine Ausbildung als Lehrerin. Am 24. Mai 1873 eröffnete am Bellevue–Krankenhaus in New York City eine Krankenpflegeschule ihre Pforten, deren Unterrichtskonzept an das der Nightingale Schule am St. Thomas Hospital in London angelehnt war. Die Ausbildung zur Krankenschwester dauerte zwei Jahre. Das zweite Jahr war ein praktisches Anerkennungsjahr. Die Schule wurde gegründet, um die Pflegebedingungen am Bellevue-Hospital zu verbessern. Prominente Bürger New Yorks hatten eine entsprechende Summe gestiftet, die es ermöglichte, ein Haus anzumieten, in dem die Pflegeschülerinnen untergebracht werden konnten. Um in diese Schule aufgenommen werden zu können, musste ein anspruchsvolles Aufnahmeverfahren durchlaufen werden. Dies gelang überwiegend den Frauen aus den bürgerlichen Schichten, wohingegen die Frauen aus der Unterschicht die Verliererinnen dieses Aufnahmeverfahrens waren. Diese Frauen aus der Unterschicht beschimpften die Krankenhausverwaltung, verfluchten diese und bewarfen die neuen Pflegerinnen aus dem bürgerlichen Milieu mit Steinen. Isabel Hampton schaffte das Aufnahmeverfahren ohne Probleme. Der Kampf von Frauen gegen Frauen während des Aufnahmeverfahrens hinterließ Spuren in ihrem Denken. Zum Zeitpunkt der Auseinandersetzungen war Linda Richards Obernachtwache am Bellevue–Krankenhaus. Linda Richards war die erste ausgebildete Pflegerin in den USA. Sie hatte ihre Ausbildung an der „General Training School for Nurses“ in Boston erhalten. Linda Richards war für die praktische Ausbildung in der Nachtwache zuständig.
Am 7. Mai 1889 wurde die Krankenpflegeschule am Johns Hopkins Hospital in Baltimore eröffnet und Isabel Hampton wurde die erste Schulleitung dieser Schule. Die Vertretung der Schulleitung übernahm Lavinia Dock. Das Johns Hopkins Hospital stand ab dem Jahr 1889 unter Leitung des kanadischen Klinikers Sir William Osler, der sich mit Fragen medizinischer Ausbildung befasste und die Beschäftigung mit Ausbildungsfragen auch für die Krankenpflege reklamierte. Ihre Schülerinnen Lavinia Lloyd Dock (1858–1956) und später Mary Adelaide Nutting (1858–1948) wurden ihre Stellvertreterinnen im Amt der Schulleitung. Im Jahr 1889 publizierte Isabel Hampton das erste grundlegende amerikanische Krankenpflegelehrbuch „Nursing: Its Principles and Practice“. 1894 heiratete sie den Gynäkologen Dr. Hunter Robb (1863–1940). Das Ehepaar hatte drei Kinder. Hampton-Robb zog sich von der Schulleitungsposition zurück, um mehr Zeit für ihre Familie zu haben. Sie übernahm Lehraufträge am Fortbildungskurs am Teachers College. Die pflegerischen Professionalisierungsvorstellungen von Isabel Hampton Robb gingen Florence Nightingale zu weit und veranlassten diese zu Kritik.

### Bedeutung für die Krankenpflegeausbildung
1886 übernahm Hampton-Robb die Leitung der „Illinois Training School for Nurses“ am „Cook County Hospital“ in Chicago. Sie führte dort Reformen durch, die zukunftsweisend waren. So führte sie beispielsweise eine Benotungsrichtlinie ein, bei der die Studierenden der Krankenpflege ihre Kompetenz nachweisen mussten. Sie entwickelte also bereits im Jahr 1886 die erste kompetenzorientierte Prüfungsform für das Pflegeexamen. In ihrer Zeit an der Krankenpflegeschule am „Johns Hopkins Hospital“ in Baltimore war ihr die Anhebung der Ausbildungsdauer von zwei auf drei Jahre ein wichtiges Anliegen. In ihrem Krankenpflegelehrbuch „Nursing: Its Principles and Practice“ vermittelte Hampton-Robb einen dreijährigen Lehrplan für die Krankenpflege. Dieses Krankenpflegelehrbuch erlebte mehrere Auflagen und beeinflusste die Entwicklung der US-amerikanischen Pflege in nicht unerheblichem Umfang.
1912, zwei Jahre nach dem frühen Unfalltod, sammelten Kollegen, so beispielsweise auch Anna Maxwell, Geld für ein Gedenkstipendium. Daraus wurde der Isabell Hampton Robb Scholarship Fund.

## Veröffentlichungen
- Nursing: its principles and practice, for hospital and private use, 1889.
- Nursing Ethics, 1900.
- Third international congress of nurses (classic reprint). Forgotten Books. 2015.